# Moitessieria collellensis
Moitessieria collellensis е вид охлюв от семейство Moitessieriidae.

## Разпространение
Видът е разпространен в Испания.